# دجاج تكة
دجاج تِكّة (بالأُردية: مرغ ٹکہ) أكلة من جنوب شرق آسيا والهند ياتي معها بعض من الخبز الهندي أو الخبز العادي مع قطع من الدجاج بدون العظم عادة
كما أنه يطبخ في حجر طيني بعد أن يوضع فيه لفترة أنواع البهارات والتوابل الهندية والباكستانية وبعض الحليب والزبادي.
ويكون في الحقيقة مطبوخا على أنواع من الفحم الحجري السمر
كما يوضع على قطع الدجاج القليل من الزيت، الذي يضفي إليه طعماً رائعاً. كما أن دجاج تيكا انتشر بشكل كبير في منطقة الشرق الأوسط
وعادة ما يؤكل مع الخضار. دجاج تيكا هو الطبق الأكثر حرارة وشهية للناس الذين يُفضلون الطعام الحار.

## المعلومات الغذائية
تحتوي وجبة دجاج تكة (350غ تقريباً)، بحسب موقع شهية، على المعلومات الغذائية التالية:
- السعرات الحرارية: 345
- الدهون: 12
- الدهون المشبعة: 3
- الكوليسترول: 79
- الكاربوهيدرات: 29
- البروتينات: 33

## وصلات خارجية
- وصفة دجاج تكة مع معلوماتها الغذائية
- الطبق الهندي الصيني ** تكة مصالحة بالدجاج + أرز بالخضار